# Swalwell
Swalwell – wieś w Anglii, w hrabstwie ceremonialnym Tyne and Wear, w dystrykcie metropolitalnym Gateshead. Leży 6 km na południowy zachód od centrum Newcastle i 397 km na północ od Londynu.